# Carlo Rota
Carlo Rota (Londres, Inglaterra, 17 de abril de 1961) es un actor canadiense de origen británico, conocido por el público canadiense por su papel en Little Mosque on the Prairie, y por el público internacional por su papel de Morris O'Brian en la serie de la Fox 24. También ha trabajado en el videojuego Tom Clancy's Splinter Cell: Blacklist, interpretando a Majid Sadiq. Está casado con Nazneen Contractor.

## Filmografía
| Año       | Título                          | Papel            | Notas        |
| --------- | ------------------------------- | ---------------- | ------------ |
| 1995      | Friends at Last                 | Neil             |              |
| 1996      | Viper                           | Harry Ibarra     | 1 episodio   |
| 1999      | The Boondock Saints             | Yakavetta        |              |
| 2000      | Catch a Falling Star            | Harry Goldberg   |              |
| 2000      | Trapped in a Purple Haze        | David Lebeff     |              |
| 2005      | The Last Hit                    | Mario            |              |
| 2006      | At the Hotel                    | Albert           | 6 episodios  |
| 2006-2009 | 24                              | Morris O'Brian   | 29 episodios |
| 2007-2011 | Little Mosque on the Prairie    | Yasir Hamoudi    | 69 episodios |
| 2008      | Othello the Tragedy of the Moor | Othello          |              |
| 2008      | El Juego del Miedo V            | Charles          |              |
| 2009      | Castle                          | Bahir Harun      | 1 episodio   |
| 2011      | Bones                           | Lambert Chaisson | 1 episodio   |
| 2011      | Man on the Train                | Max              |              |
| 2012      | World Whithout End              | Edmund           | 4 episodios  |
| 2013      | Beverly Hills Cop               | Trevor           |              |
| 2014      | Scandal                         | Ivan             | 3 episodios  |
| 2014      | Fortaleza Perdida               | George the Greek |              |
| 2014-2015 | Jane the Virgin                 | Emilio Solanoo   | 8 episodios  |
| 2016      | Swedish Dicks                   | Dimitri          | 3 episodios  |
| 2017      | People You May Know             | Bill             |              |
| 2018      | Spinning Man                    | Santos           |              |
| 2018      | American Horror Story           | Anton LaVey      | 3 episodios  |
| 2020      | A Perfect Plan                  | Theo             |              |
| 2022      | Tiempo para Mí                  | Alberto          |              |
| 2023      | High Desert                     | Arman            | 5 episodios  |

- Datos: Q608695
- Multimedia: Carlo Rota / Q608695